# Olympische Sommerspiele 1920/Teilnehmer (Brasilien)
| Gelbes Symbol für Goldmedaillen mit stilisierten Olympischen Ringen | Graues Symbol für Silbermedaillen mit stilisierten Olympischen Ringen | Braundes Symbol für Bronzemedaillen mit stilisierten Olympischen Ringen |
| ------------------------------------------------------------------- | --------------------------------------------------------------------- | ----------------------------------------------------------------------- |
| 1                                                                   | 1                                                                     | 1                                                                       |

Brasilien nahm an den Olympischen Sommerspielen 1920 in Antwerpen, Belgien, mit einer Delegation von 16 Sportlern teil.

## Medaillengewinner

### Gold
| Name               | Sportart | Wettkampf                    |
| ------------------ | -------- | ---------------------------- |
| Guilherme Parãense | Schießen | Schnellfeuerpistole 30 Meter |

### Silber
| Name             | Sportart | Wettkampf                |
| ---------------- | -------- | ------------------------ |
| Afrânio da Costa | Schießen | Scheibenpistole 50 Meter |

### Bronze
| Namen                                                                              | Sportart | Wettkampf                     |
| ---------------------------------------------------------------------------------- | -------- | ----------------------------- |
| Dario Barbosa Afrânio da Costa Guilherme Parãense Fernando Soledade Sebastião Wolf | Schießen | Armeerevolver Mannschaft 50 m |

## Teilnehmer nach Sportarten

### Rudern
- Guilherme Lorena
Vierer mit Steuermann: Vorläufe

- João Jório
Vierer mit Steuermann: Vorläufe

- Alcides Veira
Vierer mit Steuermann: Vorläufe

- Abrahão Saliture
Vierer mit Steuermann: Vorläufe

- Ernesto Flores Filho
Vierer mit Steuermann: Vorläufe

### Schießen
- Dario Barbosa
Armeerevolver 30 Meter, Mannschaft: 4. Platz
Scheibenpistole 50 Meter: ??
Armeerevolver 50 Meter, Mannschaft: Bronze  Dritter

- Afrânio da Costa
Armeerevolver 30 Meter, Mannschaft: 4. Platz
Scheibenpistole 50 Meter: Silber  Zweiter
Armeerevolver 50 Meter, Mannschaft: Bronze  Dritter

- Guilherme Parãense
Armeerevolver 30 Meter, Mannschaft: 4. Platz
Scheibenpistole 50 Meter: ??
Armeerevolver 50 Meter, Mannschaft: Bronze  Dritter
Schnellfeuerpistole 30 Meter: Gold  Olympiasieger

- Fernando Soledade
Armeerevolver 30 Meter, Mannschaft: 4. Platz
Scheibenpistole 50 Meter: ??
Armeerevolver 50 Meter, Mannschaft: Bronze  Dritter

- Sebastião Wolf
Armeerevolver 30 Meter, Mannschaft: 4. Platz
Scheibenpistole 50 Meter: ??
Armeerevolver 50 Meter, Mannschaft: Bronze  Dritter

### Schwimmen
- Ângelo Gammaro
100 Meter Freistil: Vorläufe

- Orlando Amêndola
100 Meter Freistil: Vorläufe

### Wasserball
- Herrenteam
6. Platz

- Kader
Orlando Amêndola
Agostinho de Sá
Vitorino Fernandes
Ângelo Gammaro
João Jório
Edgard Leite
Alcides Paiva
Abrahão Saliture

### Wasserspringen
- Adolfo Wellisch
Kunstspringen, 1 Meter und 3 Meter: Vorkämpfe
Turmspringen, 5 Meter und 10 Meter: 7. Platz
Turmspringen, 3 Meter und 10 Meter: 8. Platz